# 한국무역정보통신
한국무역정보통신(韓國貿易情報通信)은 대한민국의 기업이다. 국가전자무역 인프라 구축, 운영 및 관련 서비스 제공을 위해 설립된 주식회사로 한국무역협회의 자회사이다. 2000년 이후 공인인증서, 공인전자문서센터 등 전자거래의 기본 인프라 구축과 관련 사업도 수행하고 있다. 2013년 3월 판교에 한국전자무역센터를 개설하고 삼성동 트레이드타워에서 Operation Center만 남긴채 이전을 하였다. 경기도 성남시 분당구 판교로 338번지 한국전자무역센터에 있다.

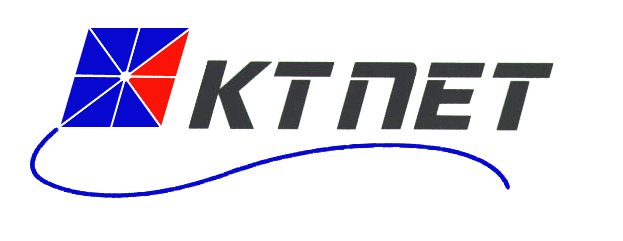
Logo of KTNET; Korea Trade Network Limited Company.

## 연혁
- 1989년  10월 상공부 종합무역자동화 기본계획 수립
- 1991년  6월 주식회사 한국무역정보통신(KTNET) 설립
- 1991년  12월 상공부 무역업무자동화촉진에 관한 법률 제정
- 1992년  11월 상공부 KTNET을 무역자동화지정사업자로 지정. 관세청과 KTNET EDI형 통관자동화시스템구축 및 운영에 관한 기본협정 체결
- 1994년  1월 수출입승인 및 신용장 EDI 서비스 개통
- 1994년  12월 수출통관 EDI 서비스 개통
- 1996년  12월 수출입 적하목록 취합시스템 개통
- 2000년  6월 인터넷 방식의 EDI 서비스 개통
- 2001년  3월 글로벌 전자무역 네트워크 구축사업 착수 및 PAA 발족
- 2001년  12월 인터넷화물관리시스템 개통
- 2002년  3월 정보통신부 KTNET을 공인인증기관으로 지정(전자서명법)
- 2003년  3월 관세청 KTNET을 제1호 전자문서중계사업자로 지정(관세법)
- 2004년  8월 전자무역포털 cTradeWorld.com 개통
- 2005년  10월 카자흐스탄 관세행정 현대화 구축 1단계 사업 수주
- 2006년  8월 국제정보보호인증 획득
- 2006년  12월 산업통상자원부, KTNET을 전자무역기반사업자로 지정(전자무역촉진에 관한 법률)
- 2007년  2월 산업통상자원부, KTNET을 공인전자문서센터 제1호 사업자로 지정 (전자거래기본법)
- 2008년  7월 몽골 관세행정 현대화 구축 사업 수주. 차세대 전자무역시스템 uTradeHub 그랜드 오픈식
- 2008년  9월 법무부 KTNET을 전자선하증권 등록기관으로 지정(상법)
- 2009년  9월 리비아 Single Window 구축 사업 수주
- 2010년  2월 몽골 관세행정 현대화 구축 사업 완료
- 2010년  5월 한국-대만 전자원산지증명서 서비스 개통 (세계 최초의 전자원산지증명서 유통)
- 2011년  7월 구매확인서 전자발급 전면시행
- 2012년  9월 탄자니아 조세청 신통관자동화시스템 구축 사업 수주
- 2013년  3월 한국전자무역센터 건립 및 이전 (판교)
- 2014년  2월 내국신용장 추심 · 매입 전자화 전면시행
- 2014년  6월 기획재정부, 디지털예산회계시스템(dBrain) 위탁운영 사업 수주
- 2014년  7월 탄자니아 Single Customs Territory 구축 사업 수주
- 2014년  10월 몽골 전자국회시스템 개통
- 2015년  4월 Paperless Trade 교육실습시스템(uTradeEdu) 개시
- 2015년  10월 키르키즈스탄 선거관리시스템 구축
- 2015년  12월 탄자니아 조세청 신통관자동화시스템 구축완료
- 2015년  12월 탄자니아 SCT(Single Customs Territory) 인터페이스 개발완료
- 2015년  12월 해상물류 통합서비스 개시
- 2015년  12월 전자조달시스템 구축 사업 수주(르완다, 요르단)
- 2016년  4월 전자상거래무역 사업운영
- 2016년  8월 몽골 관세청 시스템 최적화 작업 완료
- 2016년  9월 산업통상자원부, KTNET을 간접수출실적 증명기관으로 지정
- 2017년  3월 전자상거래무역Hub 구축 추진
- 2017년  4월 산업통상자원부, KTNET을 수출바우처사업 수행기관으로 선정
- 2017년  7월 전자수입인지서비스 개통
- 2017년  7월 르완다 조세청 전자영수증시스템 개통
- 2017년  11월 해수부, KTNET을 항만물류정보 중계사업자로 지정
- 2018년  5월 케냐 조세청 데이터센터 오픈

## 기능
- 국가전자무역기반사업자(전자무역촉진에 관한 법률)
- 전자문서중계사업자(관세법)
- 공인전자문서보관소사업자(전자거래기본법)
- 공인인증기관(전자서명법)
- 전자선하증권등록기관(상법)
- 구매확인서발급업무수탁(대외무역법)
- 공인전자문서중계자(전자거래기본법)
- 항만물류정보 중계사업자(선박의 입항 및 출항에 관한 법률)

## 조직
- 경영혁신본부
- 디지털문서사업본부
- 디지털무역물류사업본부
- 디지털무역물류기술본부
- 디지털서비스사업본부

## 전자무역 기대효과
인터젠 컨설팅이 수행한 연구보고(2002)에는 무역업계가 전자무역을 활용하여 연 144.6억 달러를 절감하는 것으로 나타났다.
또한 국제무역연구원은 한국무역정보통신이 제공하는 전자무역 서비스는 무역업무의 무서류 거래를 가능케 하여 경제적으로 한 해 약 5.96조(2009년 기준)을 절감하는 것으로 보고했다. 또한 매년 4.2억장(A4기준)의 종이 사용량을 줄이고 1.4억 Km의 자동차 운행거리를 감소시켜 총 145만 그루의 조림효과를 기대할 수 있다. 이는 총 5.7만톤의 CO2 배출감소(26만대가 한 달간 운행하지 않는 효과)시키는 것과 같은 효과이다.

## 사건·사고 및 논란

### 독과점 지위 논란
1998년 1월 16일 문화방송 카메라출동에 따르면 대한민국 무역업체들의 수출 경력을 돕기 위해서 운영되고 있는 무역자동화서비스를 한국무역정보통신이 독점 운영하면서 무역업체들에게 큰 부담이 되고 있다고 보도하였다. 실제로 1997년 10월 한국무역정보통신은 요금을 A4 용지 한 장 당 170원에서 776원으로 올렸다. 서비스 개시 3달 만에 4배 이상 올린 것으로 여기에다 수출입 자동화 기본료를 추가했다. 2000년대 초반 데이콤은 저가 요금으로는 채산이 맞지 않아 결국 관련 서비스를 중단하였다. 또한 수출입 자동화 기본료는 2014년 하반기를 기점으로 폐지되었다.
한국무역정보통신이 운영관리 계약을 체결한 E사와 한국외환은행과 중소기업은행 홈페이지에서 제공해 오던 전자무역서비스(웹EDI 서비스) 계약을 2013년 7월 1일 중단한 것고 관련하여 E사에서 공정거래위원회에 제소 하였으나 공정거래위원회는 무혐의로 결론을 내린 바 있다.

## 같이 보기
- 산업통상자원부
- 정보통신부
- 관세청
- 한국무역협회
- 무역위원회